# Ran (mitologia norrena)

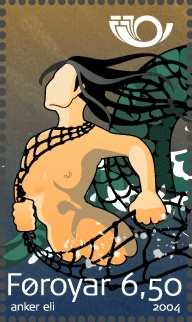
"Ran" (2004) per Anker Eli Petersen.

A la mitologia nòrdica, Ran (en norrè occidental antic Rán, Rǫ́n "id.") és una deessa de la mar. S'ha proposat que podria tractar-se d'una deïtat irlandesa incorporada al panteó norrè en els segles IX-X: Ran seria l'adaptació al norrè d'una forma srothann “marea alta”, plural de sruth “corrent d'aigua”, o d'un mot irlandès que començaria amb el prefix ró- “gran, vast”, però la proposta no ha passat fins ara d'hipòtesi especulativa. D'acord amb Snorri Sturluson a la Edda prosaica, al llibre Skáldskaparmál, i a la Edda poètica, al poema Lokasenna, està casada amb l'Egui i tenen nou filles junts. Snorri també esmenta que tenia una xarxa en la qual tractava de capturar els homes que s'aventuraven al mar:
La seva dona (de l'Ægir) es diu Ran i llurs nou filles [es diuen] tal com ja s'ha escrit abans. En aquest festí totes les coses s'hi servien a si mateixes, tant el menjar com la cervesa, i tots els estris que s'haguessin de menester per al festí. Fou aleshores que els ansos es van adonar que la Ran tenia la xarxa amb què pescava tots els homes que queien a la mar.
La seva xarxa també s'esmenta als Reginsmál i a la Völsunga saga, en la qual li presta a Loki perquè pugui capturar Andvari. També s'associa amb la pràctica dels mariners de portar una mica d'or a sobre a l'hora de començar una travessia martítima, per si s'ofeguessin a la mar i haguessin de complaure la Ran amb un petit regal.

## Documents

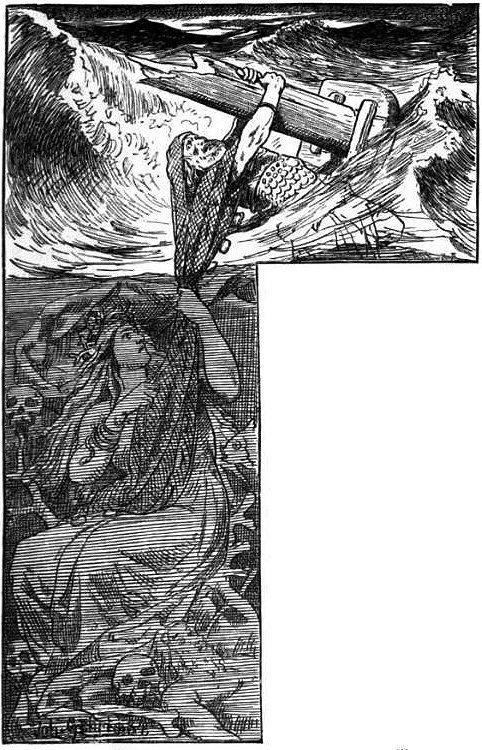
"Ran" (1901) per Johannes Gehrts.

La seva voluntat de capturar mariners es refereix en aquesta cita de la poema èddic Helgakviða Hundingsbana I on escapar dels perills de la mar es coneix com escapar de Ran:
| En þeim sjálfum Sigrún ofan fólkdjǫrf of barg ok fari þeira; snerisk ramliga Ran ór hendi gjálfrdýr konungs at Gnipalundi. | Però des de dalt la Sigrún, la intrèpida en el combat, els salvà, a ells mateixos i a llurs naus; la bèstia del brogit de la mar del rei virà cap a Gnipalundr, alliberant-se amb poderosa estrebada de l'arpa de la Rán. |  |

Tant si els homes es van ofegar per la seva causa o no, semblava que rebia els ofegats al mar, com s'exemplifica en la secció anomenada Hrímgerðarmál en el poema eddic Helgakviða Hjörvarðssonar, on el gegant Hrímgerðr se l'acusa d'haver volgut donar els guerrers del rei a Ran, és a dir, ofegar-los:
| 18. "Þú vart, hála, fyr hildings skipum ok látt í fjarðar mynni fyrir; ræsis rekka er þú vildir Ran gefa, ef þér kœmi-t í þverst þvari." | 18."hála!, eres davant les naus del rei, i les sotjaves, apostada a la boca del fiord, amb la voluntat de donar a la Ran els herois del cabdill, si un arpó no hagués travessat la teva carn ". |  |

### Edda prosaica

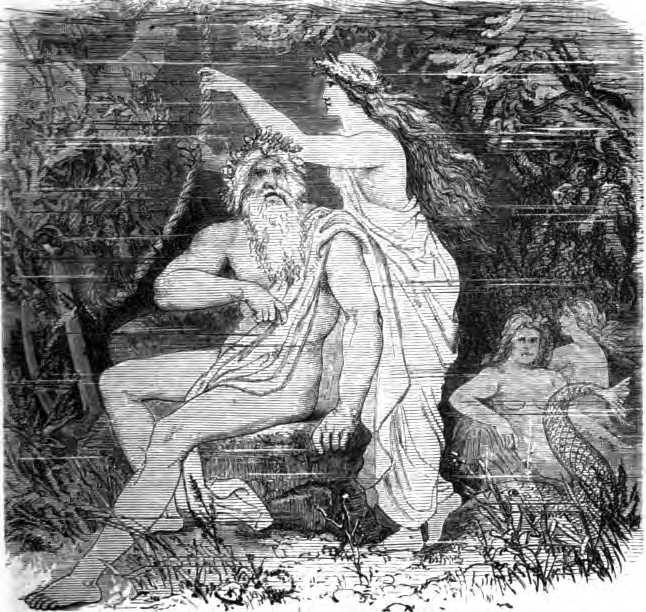
Ran estira una corda lligada a l'ancora d'un vaixell a "Egui i Ran" (1882) per Friedrich Wilhelm Heine.

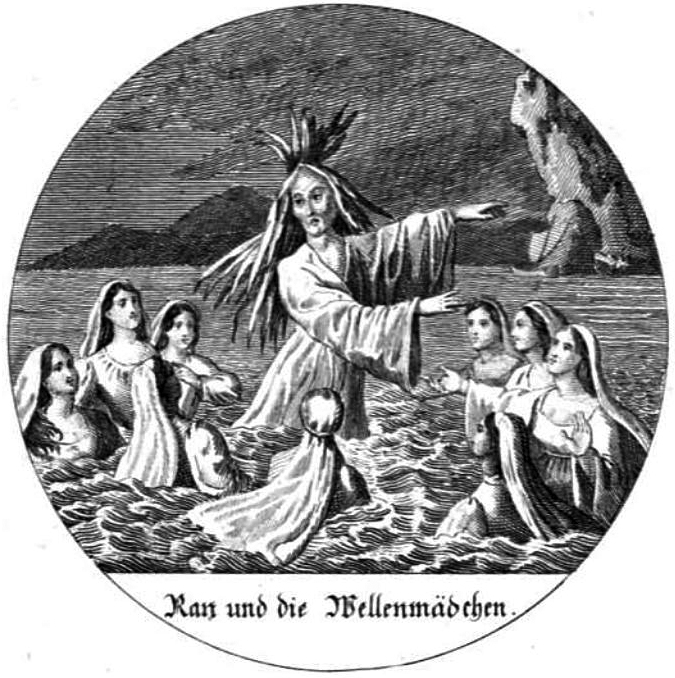
"Ran i les noies de les onades" (1831) de Alkuna: Nordische und nordslawische Mythologie.

Addicionalment, l'Snorri ens diu als Skáldskaparmál que "el marit de la Ran" (verr Ranar) i la "terra de la Ran" (land Ranar) són kennings de mar. I encara més, el seu nom també apareix a diversos kennings d’or com ara “foc de la Ran”, “llàntia de la Ran”, "lluentor de la Ran" (gull er kallat eldr eða ljós eða birti Ægis, Ranar eða Ægis dœtra “l'or és anomenat foc o llàntia o resplendor de l'Ægir, de la Ran o de les filles de l'Ægir”). El mar també era conegut com a "camí de la Ran" (Ranar vegr), com es llegeix a l'estrofa del segle x, d'autor desconegut, citada per l'Snorri als seus Skáldskaparmál:
| 290. Hrauð í himin upp glóðum hafs, gekk sær af afli. Bǫrð, hygg ek, at ský skerðu. Skaut Ranar vegr mána. | Cel amunt es veien llançats els calius de mar, la mar es removia amb força: Em semblava que les barbes de les naus tallaven els núvols, - El camí de la Ran atenyia la Lluna. |  |

La Ran era una deessa perillosa i l'Snorri afegeix una estrofa de les Ferðavísur de l'escalda del segle xi Hofgarða-Refr Gestsson, en la qual el mar voraç és anomenat "gola de l'Egui" i "boca de la blanca Ran".
| 87. Fœrir bjǫrn, þar er bára brestr, undinna festa opt í Ægis kjapta úrsvǫl Gymis vǫlva. 88. En sægnípu-Sleipnir slítr úrdrifinn hvítrar Ranar, rauðum steini runnit, brjóst ór munni. | 87. La vǫlva d'en Gymir, freda com l'escuma de les ones, mena sovint l'ós de les cordes retortes cap a les mandíbules de l'Ægir, on l'onada s'hi abat a sobre. 88. I l'Sleipnir del cim marí arranca, esquitxat d'escuma, el seu pit, cobert de pintura vermella, de la boca de la blanca Ran. |  |

En aquest poema, la vǫlva (és a dir, l'esposa), freda com l'escuma de les ones, d'en "Gymir" és una nova referència a la Ran, designada aquí de manera indirecta. Gymir és un altre nom de l'Egui.

### Friðþjófs saga hins frœkna
Dins la saga llegendària Friðþjófs saga hins frœkna, en Friðþjófr es troba enmig d'una violenta tempesta, i el protagonista es lamenta que aviat entrarà al tàlem de la Ran.

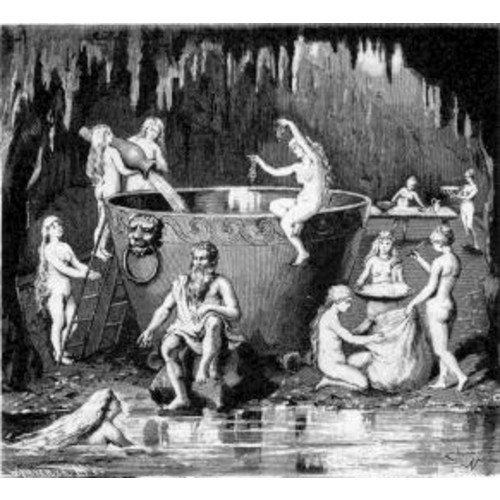
Ran i la seva família per Fredrik Sander (1898)

| "Sat ek á bólstri í Baldrshaga, kvað, hvat ek kunna, fyr konungs dóttur. Nú skal ek Ranar raunbeð troða, en annarr mun Ingibjargar." | "En coixins seia, A Baldrshagi; Hi cantava totes les cançons que sabia Davant la filla del rei; Ara hauré de ficar-me Al llit dolorós de la Ran, Mentre un altre ho farà Al de la Ingibiorg. |  |

El protagonista decideix llavors que, si han "d'anar a ca la Ran" (at til Ranar skal fara) és millor que ho facin amb estil, guanyant-s'hi l'acollida tot regalant als que ja hi ha l'or d'un braçalet. Aquest es fragmenta en bocins de manera que tots els mariners puguin pagar l'acollida amb una mica d'or, i parla d'ella de nou. L'epítet dona depravada, dona sense moral (siðlaus kona) pot fer referència a la creença que tots els mariners ofegats es convertien en els seus companys de llit:
| "Nú hefir fjórum of farit várum lǫgr lagsmǫnnum, þeim er lifa skyldu, en Ran gætir rǫskum drengjum, siðlaus kona, sess ok rekkju." | Ara el gran humit ja ha fet perir quatre companys nostres que encara haurien de viure. La Ran, la dona depravada, a partir d'ara tindrà esment dels seients i els llits d'aquests joves valents. |  |

| "Þann skal hring of hǫggva, en Hálfdanar átti, áðr oss tapi Egui, auðigr faðir, rauðan. Sjá skal gull á gestum, ef vér gistingar þurfum. Þat dugir rausnar rekkum í Ranar sal miðjum." | "Cal que fem bocins del braçalet d'or vermell que antany fou propietat del pare d'en Hálfdan Abans que l'Ægir ens faci perir. Que es vegi resplendir el nostre or en els convidats enmig de la sala de la Ran Si ens cal pagar-hi l'hostalatge: És el que escau als herois generosos." |  |